# Добовица
Добовица (на словенски: Dobovica) е село в Словения, регион Средна Словения, община Лития. Според Националната статистическа служба на Република Словения през 2015 г. селото има 36 жители.